# Мироненко, Николай Семёнович
Николай Семенович Мироненко (5 сентября 1941, Придорожное, Крымская АССР — 6 декабря 2014, Москва) — советский и российский экономико-географ, страновед, геополитик. Доктор географических наук (1988), профессор (1990), заслуженный профессор МГУ (2006), заведующий кафедрой географии мирового хозяйства географического факультета МГУ (1992—2014).

## Биография
Николай Семенович Мироненко родился 5 сентября 1941 года в селе Придорожное (Крым) в семье рабочих.
В 1948—1956 годах обучался в семилетней школе. В 1956—1960 годах в Херсонском гидрометеорологическом техникуме, который окончил по специальности «метеорология». В 1963 году окончил полную среднюю школу (золотая медаль) экстерном, затем служил в армии.
В 1963—1968 годах — обучался на естественно-географическом факультете Таврического национального университета им. В. И. Вернадского. В 1968—1970 годах — ассистент кафедры экономической географии Таврического национального университета им. В. И. Вернадского.
В 1970—1973 годах учился в аспирантуре географического факультета МГУ по специальности «экономическая география». В 1973 году защитил кандидатскую диссертацию по теме: «Рекреационное районирование Черноморского побережья СССР, Болгария, Румыния».
В 1974—1975 годах — младший научный сотрудник МГУ. В 1974—1975 годах — работал на факультете географии Гаванского университета (Куба), где проводил совместно с кубинскими коллегами оценку рекреационных ресурсов страны.
В 1988 году — защитил докторскую диссертацию по теме: «Рекреационная среда зарубежных европейских стран-членов СЭВ (социально-географическое исследование)». В 1990 году — профессор кафедры экономической географии зарубежных социалистических стран МГУ. В 1991—1992 годах был и. о. заведующего кафедрой экономической географии зарубежных социалистических стран МГУ. С 1992 по 2014 год — заведующий кафедрой географии мирового хозяйства МГУ.
Н. С. Мироненко внес большой вклад[уточнить] в развитие географии мирового хозяйства, страноведения, рекреационной географии, политической географии и геополитики. Подготовил 19 кандидатов и 1 доктора наук.
На географическом факультете МГУ читал курсы: «Введение в специальность», «Международное разделение труда (введение в географию мирового хозяйства)», «Геополитика и политическая география», «Теория и методы страноведения».
Являлся членом редколлегии журнала «Вестник Московского университета. Серия 5, География», членом Ученого совета географического факультета МГУ, председателем диссертационного совета по защите докторских диссертаций в МГУ по специальности «Экономическая, социальная и политическая география».
Был членом Экспертного совета по наукам о Земле ВАК России. Эксперт в Федеральном реестре экспертов научно-технической сферы, председателем секции географии Центрального дома ученых РАН.

## Награды, звания и премии
- Почётный работник высшего профессионального образования Российской Федерации (1998)
- Заслуженный деятель науки Российской Федерации (2004)[2]
- Лауреат премии им. Д. Н. Анучина за книгу «Методика страноведческого исследования» (1994)
- премии ученого совета географического факультета МГУ за лучшую монографию (1994).[3]

## Основные труды
Опубликовал более 180 научных работ, среди них:
- Рекреационная география. М., Издательство МГУ, 1981.
- Введение в географию мирового хозяйства. М., Аспект-Пресс, 1995,2006.
- Теория мирового хозяйства. Смоленск, 1997.
- Геополитика и политическая география. Учебник для вузов — М.: Аспект Пресс, 2001, 2005.
- Страноведение: теория и методы. — М.: Аспект Пресс, 2001.
- Конкурентоспособность в системе мирового развития. М., 2002.

Научные статьи:
- Концепция территориальной структуры в свете задач страноведения // Вестник Московского университета, 1982, № 6.
- Концепция синтеза в современном страноведении // Вестник Московского университета, 1992, № 1.
- Страна в системе мирового хозяйства (некоторые теоретические вопросы взаимосвязей) // Вестник Московского университета, 1994, № 3.
- Географический подход к центропериферическим отношениям в мировом хозяйстве // Вестник Московского университета, 2005, № 1.
- Общественно-географические проблемы освоения пространства и ресурсов Мирового океана // Вестник Московского университета, 2007, № 2.
- Роль современных сдвигов международного разделения труда в промышленности для развития мирового хозяйства // Материалы Международной научной конференции «Теория социально-экономической географии: современное состояние и перспективы развития», Ростов-на-Дону, 4-8 мая 2010 г.
- Современная мирохозяйственная система и её пространственная структура // Материалы Международной научной конференции «Теория социально-экономической географии: современное состояние и перспективы развития», Ростов-на-Дону, 4-8 мая 2010 г.